# Elisabet de Brunsvic-Wolfenbüttel
Elisabet de Brunsvic-Wolfenbüttel, princesa de Prússia (Wolfenbüttel 1746 - Stettin 1840). Duquessa de Brunsvic-Wolfenbüttel amb el tractament d'altesa sereníssima que contragué matrimoni amb el presumpte hereu al tron prussià i després rei Frederic Guillem II de Prússia.
Nascuda a la ciutat de Wolfenbüttel, capital del Ducat de Brunsvic-Wolfenbüttel, el dia 18 de novembre de l'any 1746. Elisabet era filla del duc Carles I de Brunsvic-Wolfenbüttel i de la princesa Felipa Carlota de Prússia. Elisabet era neta per via paterna del duc Frederic Albert II de Brunsvic-Wolfenbüttel i de la duquessa Antonieta Amàlia de Brunsvic-Wolfenbüttel; i per via materna del rei Frederic Guillem I de Prússia i de la princesa Sofia del Regne Unit.
Elisabet contragué matrimoni al 14 de juliol de l'any 1756 al Palau de Charlottenburg amb el príncep i futur rei Frederic Guillem II de Prússia, fill del príncep August de Prússia i de la duquessa Lluïsa Amàlia de Brunsvic-Lüneburg. La parella tingué una única filla:
- SAR la princesa Frederica Carlota de Prússia, nada al Palau de Charlottenburg el 1767 i morta a la finca d'Oatlands Park al comtat de Surrey el 1820. Es casà amb el príncep Frederic del Regne Unit, duc de York.

L'any 1767 el matrimoni es divorcià. Mentre la duquessa Elisabet no es tornà a casar i es retirà a la ciutat portuària de Stettin, el príncep Frederic Guillem es casà en segones núpcies amb la princesa Frederica de Hessen-Darmstadt.
Elisabet Cristina morí el dia 18 de febrer de l'any 1840, als 94 anys, a la ciutat de Stettin a la Pomerània.